# Bangers
Bangers (v anglickém originále Bangers) je australský krátkometrážní film z roku 1999. Režisérem filmu je Andrew Upton. Hlavní role ve filmu ztvárnili Cate Blanchett, Lynette Curran a Meggs. 

## Obsazení
| Cate Blanchett | Julie-Anne     |
| Lynette Curran | matka          |
| Meggs          | pan Funnybones |